# Der Rasenmäher-Mann 2 – Beyond Cyberspace
Der Rasenmäher-Mann 2 – Beyond Cyberspace (Originaltitel: Lawnmower Man 2: Beyond Cyberspace) ist ein Science-Fiction-Thriller von Farhad Mann aus dem Jahr 1996 mit Matt Frewer in der Hauptrolle. Es ist die Fortsetzung des Films Der Rasenmäher-Mann aus dem Jahr 1992.

## Handlung
Dr. Benjamin Trace hat einen Rechtsstreit verloren, um ein Patent für den weltweit leistungsstärksten  Kommunikationschip „Chiron Chip“, der je erfunden wurde. Er wurde angepriesen als das einzige Betriebssystem, das alle anderen kontrollieren könne. In den falschen Händen würde der „Chiron Chip“ zu einer großen Gefahr für Computer werden. Als der Wirtschaftsmagnat und Virtual-Reality-Unternehmer Jonathan Walker die Weiterentwicklung des Chiron-Chips übernimmt, entdecken er und sein Team, dass Jobe Smith, der anfangs als Testperson für den Chip eingesetzt wurde, sich selbst in den Cyberspace geladen hatte. Nach der Zerstörung von „Virtual Space Industries“ durch einen Brand im Labor, hatte sein Körper, der nicht mit in die virtuelle Welt gelangen konnte, starke Schäden davon getragen. Nachdem sein Gesicht rekonstruiert und seine Beine amputiert wurden, schließen sie ihn an ihre Datenbank an. Walker hofft darauf, dass Jobe mit seiner überdurchschnittlichen Intelligenz, die er seit den Experimenten des US-Militärs zur kognitiven Leistungssteigerung erhalten hat, ihm hilft, den Chiron-Chip zu perfektionieren.
Peter Parkette, mit dem Jobe befreundet war, ist mittlerweile 16 Jahre alt und hat sich zu einem Computerhacker entwickelt. Während er und eine Gruppe Teenager in der U-Bahn unterwegs ist, hackt er sich in den Cyberspace. In diesem Moment verbindet sich Jobe mit Peter und bittet ihn, Trace für ihn zu finden. Peter macht sich auf die Suche und nachdem er Trace ausfindig gemacht hat, stellt er den Kontakt mit Jobe her. Jobe zeigt Trace seine neu konstruierte Cyberwelt und fragt nach dem „Ägypten-Link“, einer versteckten Information im Design des Chips. Trace weigert sich es ihm zu verraten, weil er meint, dass er sich der Tragweite nicht bewusst wäre. Wütend hackt sich Jobe in den Computer des U-Bahn-Systems, um einen anderen Zug mit dem kollidieren zu lassen, in welchem sich Trace und die Teenager gerade befinden. Aber Trace kann den außer Kontrolle geratenen Zug stattdessen in eine Baustelle leiten.
Walker und sein Team von „Virtual Light Industries“ planen, den neuen Chip der Öffentlichkeit vorzustellen. Insgeheim will Walker alle Computer global vernetzen und dadurch die Welt kontrollieren. Er will Jobe benutzen, um alle Hindernisse zu beseitigen, die ihn aufhalten könnten. So plant er den Absturz eines Flugzeugs mit einem Senator, der gegen die Einführung des Chips ist und schreckt auch nicht davor zurück jeden zu töten, der der Wahrheit zu nahe kommt. Trace, Peter und die anderen versuchen, in „Virtual Light“ einzubrechen, um den Chip zu stehlen. Dabei werden sie beinahe von Jobe getötet, dann aber von Dr. Cori Platt, Traces ehemaliger Partnerin, gerettet.
Nachdem es ihnen gelungen ist, den Chip zu stehlen, stellen sie fest, dass es sich um einen Köder handelt. Walker bewahrt den echten Chip in seinem Büro auf und die Markteinführung des Chips scheint unvermeidlich. Jobe entwickelt derweil eigene Pläne der Übernahme der Weltherrschaft und beginnt mithilfe des Chips Chaos anzurichten, indem er auf Kreditkonten, Geldautomaten, Wasser und Strom zugreift. Damit will er erreichen, dass sich alle ihm, als virtueller Messias, anschließen. Walker versucht, Jobe aufzuhalten, wird aber von seiner eigenen Security niedergeschossen.
Die Gruppe kehrt zu „Virtual Light Industries“ zurück und Trace erklärt ihnen, dass der „Ägypten-Link“ eine Firewall ist, die eine „ultimative Macht“ verhindern soll. Jobe hat den Link umgebaut, ohne seinen Zweck zu kennen. Trace und die Jugendlichen bringen Jobe so durcheinander, dass er sich selbst überwältigt und den „Ägypten-Link“ einsetzt. Damit zerstört er seine künstlich geschaffene, überdurchschnittliche Intelligenz und reduziert sich auf seine ursprüngliche, geistig zurückgebliebene, Persönlichkeit. Walker, wenn auch verwundet, versucht mit letzter Kraft seinen Chip zurückzubekommen. Im Handgemenge landet er auf freiliegenden Kabeln und wird dabei getötet. Peter und die anderen holen Jobe zu sich und machen sich auf den Heimweg.

## Kritiken
Kritiker Andy Seiler schrieb in der USA Today, die Bedienung eines Rasenmähers sei „hineinziehender“ als diese Fortsetzung, die es schaffe, gleichzeitig „kompliziert“ und „gedankenlos“ zu sein.
Das Lexikon des internationalen Films schrieb, der Film sei „vorhersehbar“ und stütze sich auf eine „altbackene Dramaturgie“. Die Handlung sei „wirr“ und „konturlos“. Die Technik würde im Film „als Instrument allumfassender Kontrolle“ „dämonisiert“.
Cinema wertete:  „Auch die Spezial-Effekte bügeln die Schwachstellen der Dramaturgie nicht aus.“

## Auszeichnungen
Farhad Mann wurde im Jahr 1996 als Autor des Besten Films für den International Fantasy Film Award des Festivals Fantasporto nominiert.

## Hintergrund
Der Film ist eine Fortsetzung des Films Der Rasenmähermann aus dem Jahr 1992. Er spielte in den Kinos der USA ca. 2,4 Millionen US-Dollar ein. Da Jeff Fahey nicht mehr für die Rolle des Rasenmähermanns Jobe zur Verfügung stand, wählte man kurzerhand Matt Frewer, der zuvor durch andere diverse Rollen in Stephen King-Verfilmungen bekannt geworden war. Frewer weist keine äußerlichen Gemeinsamkeiten mit Fahey auf. Daher wurde sein Aussehen dem des computeranimierten Rasenmäher-Manns am Ende des Originals nachempfunden.